# Malý génius
Malý génius (v anglickém originále Bart the Genius) je 2. díl 1. řady (celkem 2.) amerického animovaného seriálu Simpsonovi. Scénář napsal Jon Vitti a díl režíroval David Silverman. V USA měl premiéru dne 14. ledna 1990 na stanici Fox Broadcasting Company a v Česku byl poprvé vysílán 15. ledna 1993 na stanici ČT1.

## Děj
Simpsonovi tráví noc hraním Scrabble a připomínají Bartovi, že by měl stimulovat svůj mozek zlepšováním slovní zásoby, pokud doufá, že ve škole uspěje v testu inteligence. Poté, co Bart podvádí a vymyslí nesmyslné slovo „kwyjibo“, jehož definice vychází z urážlivého popisu jeho otce, Homer ho rozzlobeně pronásleduje. 
Na Springfieldské základní škole je Bart zatčen ředitelem Skinnerem za vandalismus poté, co ho napráská třídní génius Martin Prince. Aby se pomstil, Bart si s Martinem tajně vymění testy. Jakmile školní psycholog Dr. Pryor prostuduje výsledky IQ testů, označí Barta za génia. Homer a Marge ho zapíší do školy pro akademicky nadané studenty. Líza se nenechá oklamat Bartovou údajnou genialitou a stále si myslí, že je to hlupák; Skinner sdílí její přesvědčení, ale je rád, že Bart už nenavštěvuje Springfieldskou základní školu. 
V Centru obohaceného učení pro nadané děti se Bart cítí mezi ostatními žáky s pokročilými studijními schopnostmi nepatřičně. Bart, vyobcovaný svými geniálními spolužáky, navštíví svou bývalou školu, kde ho jeho staří přátelé odmítají kvůli jeho domnělé inteligenci. Poté, co Bartův chemický pokus exploduje a naplní školní laboratoř zeleným slizem, se Bart přizná doktoru Pryorovi, že si s Martinem vyměnil testy. Doktor Pryor si uvědomí, že Bart nikdy nebyl génius, a pošle ho zpět na Springfieldskou základní školu. 
Bart se vrací domů a přiznává Homerovi, že při testu inteligence podváděl, ale je rád, že jsou si blíž než dřív. I když Homera tento cit dojme, nakonec je na Barta naštvaný a rozzlobený, že mu o testu lhal, a honí ho po domě, zatímco Líza prohlásí, že Bart je zase normální – hloupý.

## Produkce
Koncept epizody vznikl tak, že scenárista Jon Vitti vymyslel dlouhý seznam špatných věcí, které by Bart udělal kvůli pozornosti, a představil si jejich možné následky. Jediným nápadem, jenž se rozvinul v zajímavý koncept dílu, bylo Bartovo podvádění při IQ testu. Tento nápad vycházel z příhody z Vittiho dětství, kdy řada jeho spolužáků nebrala inteligenční test vážně. Protože Bart byl již zjevně neinteligentní, Vitti tento problém pro svou epizodu obrátil. Vitti využil všech svých vzpomínek na chování na základní škole a vytvořil návrh scénáře o 71 stranách, což podstatně převyšovalo požadovaný rozsah asi 45 stran. 
Byl to Vittiho první scénář k 30minutovému televiznímu pořadu. Bartovo používání fráze „Eat my shorts“ mělo odrážet jeho přejímání hlášek, které slyšel v televizi; tvůrčí tým Vittimu řekl, že by neměl vymýšlet originální hlášky pro tuto postavu. Scéna, ve které rodina hraje Scrabble, byla inspirována kresleným filmem The Big Snit z roku 1985.
Režisér David Silverman měl problém vymyslet pro úvodní scénu čitelnou tabulku Scrabble, která by vyjadřovala myšlenku, že Simpsonovi jsou schopni vymýšlet jen velmi jednoduchá slova. Návrh Bartovy vizualizace matematického problému byl částečně inspirován uměním Saula Steinberga. Rostoucí výskyt čísel v této pasáži vycházel ze Silvermanova použití podobné taktiky, když měl vytvořit scénografii pro hru The Adding Machine. Každá následující scéna v části byla přesně o jedno políčko kratší než ta předchozí.
Scéna, ve které Bart píše své přiznání, byla natočena jako jeden dlouhý záběr, aby vyvážila kratší scény v jiných částech epizody. Ve Spojených státech ji animoval Dan Haskett. S hotovou animací dílu bylo několik problémů. Banán v úvodní scéně byl špatně obarven, protože korejští animátoři neznali toto ovoce, a problematická byla zejména závěrečná scéna ve vaně, včetně problémů se synchronizací rtů. Verze ve vysílané epizodě byla nejlepší z několika pokusů.
Epizoda byla prvním dílem, v němž se objevila celá úvodní část seriálu. Tvůrce Matt Groening vytvořil dlouhou pasáž, aby snížil počet animací nutných pro každou epizodu, ale vymyslel dva gagy jako kompenzaci za každý týden se opakující materiál. V prvním gagu kamera zabírá Springfieldskou základní školu, kde je vidět Barta, jak píše vzkaz na tabuli. Druhý gag je známý jako „gaučový gag“, v němž dochází ke zvratu událostí, když se rodina sejde, aby si sedla na gauč a dívala se na televizi. Groening, který se televizi od svého dětství příliš nevěnoval, nevěděl, že titulkové pasáže takové délky byly do té doby neobvyklé. Jak se dokončované epizody prodlužovaly, produkční tým se zdráhal zkrátit příběhy, aby umožnil dlouhou titulkovou část, a tak vznikly její kratší verze. V epizodě se také představily postavy Martina Prince a jeho rodičů, Richarda, Bartovy učitelky Edny Krabappelové a doktora J. Lorena Pryora.

## Kulturní odkazy
V úvodní scéně Maggie hláskuje svými kostkami EMCSQU, což je odkaz na rovnici ekvivalence hmoty a energie Alberta Einsteina. Einsteinův obrázek se objevuje také na stěně kanceláře doktora Pryora. V jednom okamžiku Homer omylem označí Einsteina za vynálezce žárovky. Doktor Pryor přirovnává Bartovu navrhovanou práci mezi obyčejnými dětmi ke studiu šimpanzů Jane Goodallové. Goodallová byla zmínkou v epizodě potěšena, poslala pořadu dopis a Vittimu podepsanou kopii své knihy. Dirigent opery, kterou rodina navštíví, se jmenuje Boris Csupowski, což je odkaz na animátora Gábora Csupóa. Opera, kterou rodina navštěvuje, je Carmen od francouzského skladatele Georgese Bizeta. Píseň, jíž se Bart vysmívá, je slavná árie zvaná Toreadorská píseň. Žáci školy pro nadané mají krabičky na svačinu s obrázky románu Brideshead Revisited z roku 1945 a šachového velmistra Anatolije Karpova.

## Přijetí a odkaz
V původním americkém vysílání se díl umístil na 47. místě v týdenní sledovanosti v týdnu od 8. do 14. ledna 1990 s ratingem 12,7 podle agentury Nielsen. Byl to druhý nejlépe hodnocený pořad na stanici Fox v tomto týdnu.
Po odvysílání epizoda získala od televizních kritiků převážně pozitivní hodnocení. Warren Martyn a Adrian Wood, autoři knihy I Can't Believe It's a Bigger and Better Updated Unofficial Simpsons Guide, epizodu velmi chválili a označili ji za „skvěle napsanou a zrežírovanou, často doslova dětským pohledem na vzdělávání, první pořádný díl Simpsonových je klasika“. Dále uvedli: „Těchto dvacet minut upevnilo Bartovu pozici kulturní ikony a hrdiny všech nedouků a cestou se jim podařilo pár dobrých kopanců do horáckých škol. Za zmínku stojí zejména pasáž, v níž Bart vizualizuje svůj matematický problém, jejíž zhlédnutí by mělo být povinnou součástí přípravy učitelů.“.
V září 2001 David B. Grelck v DVD recenzi 1. řady ohodnotil epizodu známkou 2,5 z 5 a poznamenal, že epizoda je „praštěná a zábavná, velmi Bartovská; u tohoto dílu je snadno vidět, proč se Bart stal na několik let figurkou třídních klaunů“.
Colin Jacobson u DVD Movie Guide v recenzi uvedl, že díl „nabídl další slušnou, ale nevýraznou epizodu“ a „jeho raný věk se zdá být zřejmý jak kvůli rozpačité animaci, tak kvůli nedostatku vhodného vývoje postav“.
V únoru 1991 Jon Vitti v rozhovoru díl označil za svůj nejoblíbenější mezi epizodami, které do té doby napsal. James L. Brooks také zmínil epizodu mezi svými oblíbenými se slovy: „Když se to stalo, dělali jsme s animací věci, které nám prostě otevřely dveře.“.
Seriál obdržel poštu od diváků, kteří si stěžovali, že vyhození komiksu je případem cenzury. Vymyšlené slovo „kwyjibo“ v epizodě inspirovalo tvůrce viru Melissa macro a název ložiska oxidu železitého mědi a zlata v Quebecu.

## Domácí video
Epizoda byla poprvé vydána na domácím videu ve Velké Británii jako součást VHS vydání s názvem The Simpsons Collection spolu s epizodou Volání přírody. Ve Velké Británii byla ještě jednou znovu vydána jako součást VHS boxu kompletní první řady, který vyšel v listopadu 1999.
Ve Spojených státech se epizoda dočkala vydání jako součást DVD sady The Simpsons Season One, která vyšla 25. září 2001. Groening, Brooks, Silverman a Vitti se podíleli na audiokomentáři DVD. Dne 20. prosince 2010 byla ve Spojených státech vydána digitální edice první řady seriálu obsahující tuto epizodu, a to prostřednictvím služeb Amazon Video a iTunes.